# المؤتمر الأوربي حول التحليل الطيفي الجزيئي
يوكمس EUCMOS- هو اختصار لسلسلة مؤتمرات "المؤتمر الأوروبي حول التحليل الطيفي الجزيئي".

## المجال
يعقد المؤتمر الأوروبي للطيف الجزيئي (EUCMOS) كل عامين. وقد انعقد المؤتمر الأول في هذه السلسلة في مدينة بازل بسويسرا في عام 1951م. والمؤتمر يركز على جميع جوانب االطرق والتقنيات الطيفية (بما في ذلك التطبيقات)، بالإضافة إلى الطرق الحسابية والنظرية لدراسة بنية وديناميكيات وخصائص الأنظمة الجزيئية.
وهذا المؤتمر يغطي موضوعات علمية مختلفة بما في ذلك التحليلات الطيفية الاهتزازية، والإلكترونية، والدورانية، والتحليل الطيفي للأسطح والواجهات، والتحليل الطيفي للجزيئات البيولوجية، والطرق الحسابية في التحليل الطيفي، والتحليل الطيفي التطبيقي (علم الآثار، الجيولوجيا، علم المعادن، الفنون، التحليل البيئي، تحليل الأغذية، والمعالجة)، والمواد الجديدة، والتحليل الطيفي المحدد بالوقت.

## تاريخ

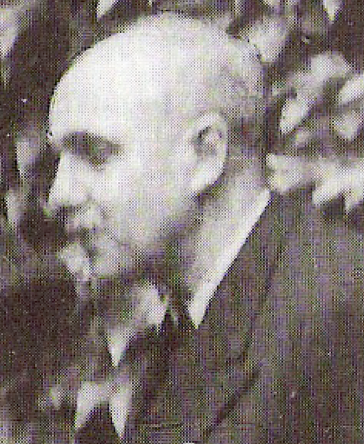
صورة لجان لكومت أثناء نسخة المؤتمر في باريس 1953

اجتمعت المجموعة الأوربية الخاصة بالتحليل الطيفي الجزيئي، والتي تم تشكيلها بشكل غير رسمي بعد الحرب العالمية الثانية؛ من أجل أجتذاب علماء التحليل الطيفي من مختلف أنحاء أوروبا، والذين اجتمعوا للمرة الأولى في كونستانس عام 1947. كان راينهارد ميكي يعمل في ذلك الوقت في سكن مؤقت في والهاوزن، وهي قرية صغيرة على ضفاف بحيرة كونستانس، وقد حضر الاجتماع (الذي بدأ بدعوة من الأستاذين جان ليكومت وألفريد كاستلر من باريس) علماء طيف من فرنسا وألمانيا والنمسا.
وعلى الرغم من ذلك، فإن الاجتماع الذي تم اعتباره النسخة الأولى من سلسلة EUCMOS قد تم تنظيمه تحت رعاية إرنست ميشر في بازل بسويسرا عام 1951م، وتبعه كل عامين مؤتمرات في كل من: باريس 1953، أكسفورد 1955، فرايبورغ 1957، بولونيا 1959، أمستردام 1961، بودابست 1963، كوبنهاجن 1965، مدريد (197 ولييج 1969. ولم يعقد المؤتمر التالي إلا في عام 1973 عندما تم تنظيمه في تالين. وقد تم تخصيص المؤتمر الذي عقد في ستراسبورغ عام 1975 للطيف الجزيئي للمراحل الكثيفة. في 1991م، وللمرة الثانية يتم ايقاف سلسلة المؤتمر الذي يعقد كل عامين، حيث كانت المرة الأولى في 1971م. حيث تم إلغاء النسخة العشرين من المؤتمر، والذي كان من المقرر عقده في زغرب، وذلك بسبب الحرب الأهلية في يوغوسلافيا. وقد تم تقديم موعد المؤتمر التالي في فيينا عام، حيث تم عقده عام 1992، ومنذ ذلك الحين أصبح المؤتمر يعقد في الأعوام الزوجية. وفي النسخة الثانية والعشرين من المؤتمر، والذي عقد في إيسن (1994)، تقاعد ويليام جيمس أورفيل توماس من منصبه كرئيس للجنة الدولية، وتم انتخاب أوستن بارنز لهذا المنصب. خلال فترة ولايته، تم عقد 11 مؤتمرًا من هذه السلسلة، بما في ذلك المؤتمر الذي تم تنظيمه في كويمبرا في عام 2000م.
لقد أجتذبت سلسلة مؤتمر EUCMOS على مر السنين، الحائزين على جائزة نوبل من جميع مجالات الفيزياء الجزيئية كمتحدثين في الجلسة العامة. وقد بدأ هذا التقليد مع ألفريد كاستلر في باريس (جائزة نوبل عام 1966)، يليه جيرهارد هيرزبيرج عام 1989 في لايبزيغ (جائزة نوبل عام 1971)، وهارولد كروتو عام 2000 في كويمبرا (جائزة نوبل عام 1996)، وثيودور دبليو هانش عام 2010 في فلورنسا (جائزة نوبل عام 2005).

## قائمة اجتماعات المؤتمر
| الرقم            | العام | الدولة           | المدينة     | المنظم             | ملاحظات |
| ---------------- | ----- | ---------------- | ----------- | ------------------ | --- |
| 0                | 1947  | ألمانيا          | كونستانس    | ميكي               | كان بمثابة لقاء تمهيدي للاجتماعات المقيلة                                                                                  |
| الأول            | 1951  | سويسرا           | بازل        | ميشر               | تم اعتباره وبشكل رسمي الاحتماع الأول من السلسلة                                                                            |
| الثاني           | 1953  | فرنسا            | باريس       | ليكومنت/كاستلر     | |
| الثالث           | 1955  | المملكة المتحدة  | أوكسفورد    | تومسون             | |
| الرابع           | 1957  | ألمانيا          | فرايبورغ    | ميكي               | |
| الخامس           | 1959  | إيطاليا          | بولونيا     | مانجيني            | |
| السادس           | 1961  | هولندا           | أمستردام    | كاتيلر             | |
| السابع           | 1963  | هنغاريا(المجر)   | بودابست     | كوفاكس             | |
| الثامن           | 1965  | الدنمارك         | كوبنهاجن    | باك                | |
| التاسع           | 1967  | أسبانيا          | مدريد       | موسيلو             | |
| العاشر           | 1969  | بلجيكا           | لياج        | روسن               | |
| الحادي عشر       | 1973  | الأتحاد السوفيتي | تالين       | الياشيقتش          | تم إلغاء الاجتماع السابق له ، والذي كان من المقرر عقده في 1971م                                                            |
| الثاني عشر       | 1975  | فرنسا            | ستراسبورغ   | ليكوميت            | |
| الثالث عشر       | 1977  | بولندا           | فروتسواف    | راتا جتشاك         | |
| الرابع عشر       | 1979  | ألمانيا          | فرانكفورت   | موللر/جوميز        | |
| الحامس عشر       | 1981  | المملكة المتحدة  | نورويتش     | أورفال توماس       | |
| السادس عشر       | 1983  | بلغاريا          | صوفيا       | جوردانوف           | |
| السابع عشر       | 1985  | أسبانيا          | مدريد       | هيدالغو            | |
| الثامن عشر       | 1987  | هولتدا           | أمستردام    | أوسكام             | |
| التاسع عشر       | 1989  | ألمانيا (DDR)    | دربسدن      | ستيقر              | آخر نسخة تم عقدها من أجتماعات السنوات الفردية                                                                              |
| العشرون          | 1991  | كرواتيا          | زغرب        | ميك                | تم إلغاؤه بسبب الحرب الأهلية في يوغسلافيا                                                                                  |
| الخادي والعشرون  | 1992  | أستراليا         |             | كيلنر              | تم تقديمه عام ليعقد في 1992 بدلاً عن 1993م، وبه تبدأ فترة اجتماعات السنوات الزوجية                                          |
| الثاني والعشرون  | 1994  | ألمانيا          |             | شرادي              | |
| الثالث والعشرون  | 1996  | هنغاريا          |             | مينك               | |
| الرابع والعشرون  | 1998  | جمهورية التشيك   | براغ        | فولكا              | |
| الخامس والعشرون  | 2000  | البرتغال         | كويمبرا     | فاوستو             | |
| السادس والعشرون  | 2002  | فرنسا            | ليل         | توريل              | |
| السابع والعشرون  | 2004  | بولندا           | كراكوف      | هاندكه/ راتاجكزاك  | |
| الثامن والعشرون  | 2006  | تركيا            | أسطنبول     | أكيوز              | |
| التاسع والعشرون  | 2008  | كرواتيا          | أوباتيا     | ميوسيك/ فوريتش     | |
| الثلاثون         | 2010  | إيطاليا          | فلورنسا     | شتينو              | |
| الحادي والثلاثون | 2012  | رومانيا          | كلوج نابوكا | أشتيلان/تشيس/كوزار | |
| الثاني والثلاثون | 2014  | ألمانيا          | دوسلدورف    | شميث               | |
| الثالث والثلاثون | 2016  | هنغاريا          | سيجد        | بالينكو            | |
| الرابع والثلاثون | 2018  | البرتغال         | كويمبرا     | فاوستو             | |
| الخامس والثلاثون | 2023  | فنلندا           | يوفاسكولا   |                    | تم تأجيل نسخة 2020م؛ بسبب تفشي فيروس كورونا، وتم عقده في هذا العام، الذي يشهد عودة الاجتماعات في السنوات الفردية مرة أخرى. |